# Mocis texana
Mocis texana là một loài bướm đêm thuộc họ Erebidae. Nó được tìm thấy ở miền đông Bắc Mỹ, từ miền nam Ontario, phía nam đến Florida, phía tây đến Texas tới Minnesota.
Sải cánh dài 42–50 mm. Con trưởng thành bay từ tháng 4 đến tháng 9.
Ấu trùng ăn các loài Digitaria.